# Гусев, Владимир Васильевич (Герой Советского Союза)
Владимир Васильевич Гусев (22 сентября 1923, Островская, Царицынская губерния — 18 октября 1943, Лоевский район, Гомельская область) — лейтенант Рабоче-крестьянской Красной Армии, участник Великой Отечественной войны, Герой Советского Союза (1943).

## Биография
Владимир Гусев родился 22 сентября 1923 года в станице Островская (ныне — Даниловский район Волгоградской области) в крестьянской семье. Получил среднее образование. До армии жил и работал в г Хадыженске. Краснодарского края

### В РККА
В 1939 году Гусев был призван на службу в Рабоче-крестьянскую Красную Армию.

### В Великой Отечественной войне
С августа 1941 года — на фронтах Великой Отечественной войны. В 1942 году он окончил Винницкое военное пехотное училище. К октябрю 1943 года лейтенант Владимир Гусев командовал ротой 188-го стрелкового полка 106-й стрелковой дивизии 65-й армии Центрального фронта. Отличился во время битвы за Днепр.

### Подвиг
15 октября 1943 года рота Гусева, несмотря на вражеский огонь, успешно переправилась через Днепр в районе посёлка Лоев Гомельской области Белорусской ССР и, выбив противника с занимаемых рубежей, уничтожила несколько его огневых точек. Закрепившись на захваченном плацдарме, рота отразила три немецкие контратаки. 18 октября 1943 года в ходе отражения очередной немецкой контратаки Гусев получил смертельное ранение и скончался. Похоронен в деревне Козероги Лоевского района.
Указом Президиума Верховного Совета СССР от 30 октября 1943 года лейтенант Владимир Гусев посмертно был удостоен высокого звания Героя Советского Союза. Также был награждён орденами Ленина, Александра Невского, Красной Звезды.

## Память

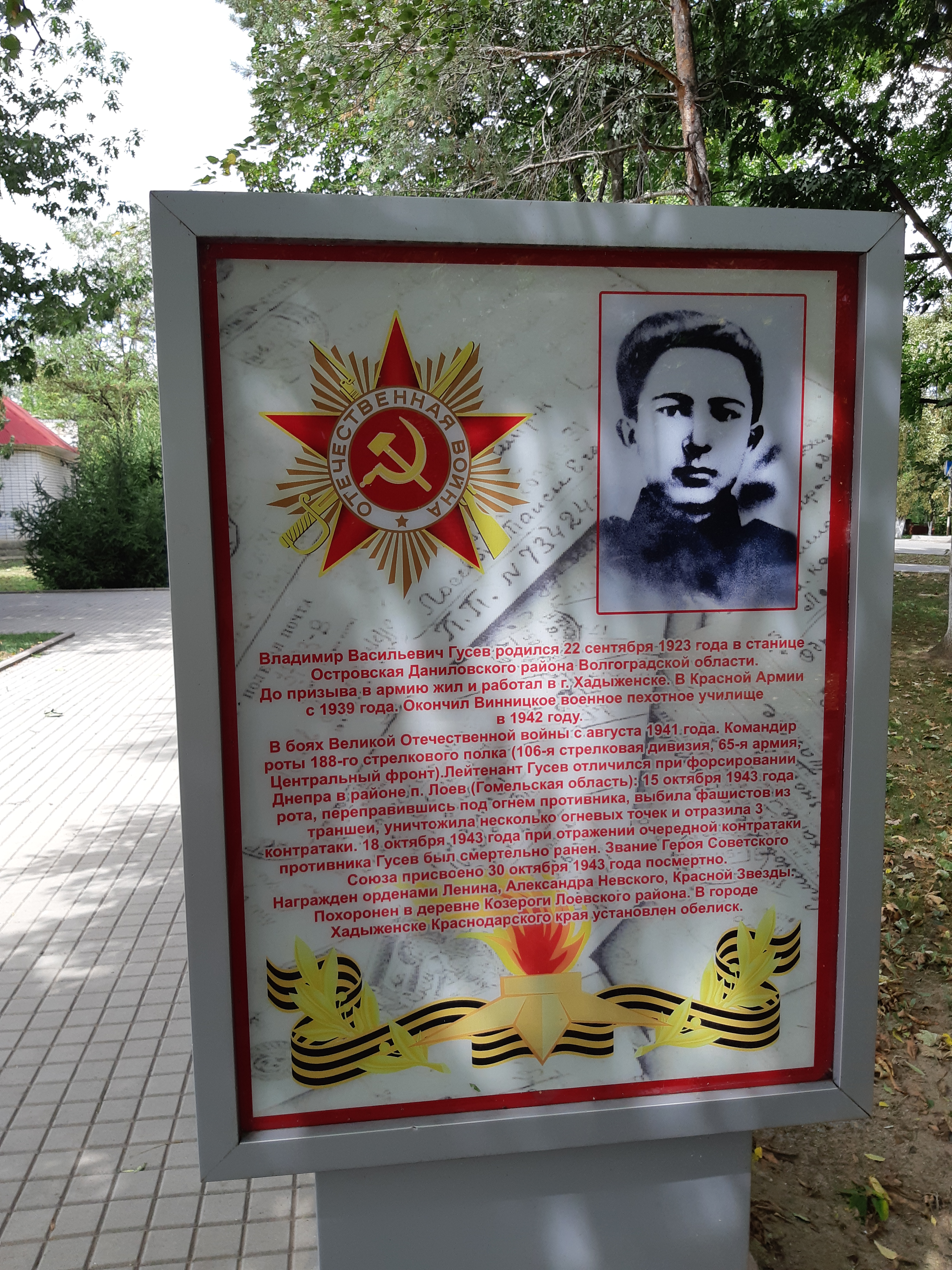
Гусев Владимир Васильевич Герой Советского Союза

- Имя Героя высечено золотыми буквами в зале Славы Центрального музея Великой Отечественной войны в Парке Победы города Москвы
- На могиле установлен надгробный памятник
- В честь Гусева в Краснодаре названы улица и школа № 6, в городе Хадыженск — школа № 15, установлен обелиск.
- В Апшеронске на Аллее Славы установлен Памятный знак.